# Willem Boerdam
Willem Boerdam (ur. 2 listopada 1883 w Rotterdamie, zm. 9 grudnia 1966) – holenderski piłkarz grający na pozycji pomocnika. W swojej karierze rozegrał 2 mecze w reprezentacji Holandii.

## Kariera klubowa
W swojej piłkarskiej karierze Boerdam grał w klubie Sparta Rotterdam.

## Kariera reprezentacyjna
W reprezentacji Holandii zadebiutował 25 kwietnia 1909 roku w wygranym 4:1 meczu Rotterdamsch Nieuwsblad Beker 1909 z Belgią, rozegranym w Rotterdamie. Drugi i ostatni mecz w reprezentacji rozegrał 16 października 1910 z Niemcami w Kleve (przegranym 1:2). Był rezerwowym graczem Holandii podczas igrzysk olimpijskich w 1908 w Londynie.